# Пуешка мистерия на Джим Хенсън
„Пуешка мистерия на Джим Хенсън“ (на английски: Jim Henson's Turkey Hollow) е северноамерикански телевизионен филм за Деня на благодарността от 2015 г., създаден от „Джим Хенсън Къмпани“. Режисьор е Кърк Тачър, сценарият е адаптиран от Тим Бърни и Кристофър Балди. Във филма участват Мери Стийнбъргън, Джей Харингтън, Греъм Върчър, Дженевийв Буехнър, Рийз Александър, Гейб Кноут, Питър Ню и Линдън Банкс. Разкавач е Лудакрис. Излъчва се премиерно по Lifetime на 21 ноември 2015 г. Телевизионният филм получава множество смесени отзиви. По-късно излиза в стрийминг платформата „Дисни+“ на 10 февруари 2023 г.

## В България
В България филмът е излъчен на 4 юни 2016 г. по HBO с български войсоувър дублаж на „Доли Медия Студио“. Екипът се състои от:
| Озвучаващи артисти  | Даринка Митова Мими Йорданова Мина Костова Цанко Тасев Светломир Радев |
| Преводач            | Даяна Панчева                                                          |
| Тонрежисьор         | Ясен Пенчев                                                            |
| Режисьор на дублажа | Даниела Горанова                                                       |